# 嘿！兄弟 (艾维奇歌曲)
| 評論得分    | 評論得分 |
| 來源        | 評分     |
| ----------- | -------- |
| Digital Spy | [ 2 ]    |

《嘿！兄弟》（英語："Hey Brother"）是瑞典已故DJ兼唱片制作人艾维奇制作的舞曲单曲，收录于其2013年发行的首张录音室专辑《True》。美国蓝草歌手丹·泰敏斯基提供人声。歌曲由艾维奇、阿什·普诺里、萨利姆·法基尔、文森特·蓬塔雷及韦罗妮卡·马焦填词作曲，并包含了艾维奇对兄弟的谆谆教诲。
《嘿！兄弟》是专辑《True》的第三首单曲，在2013年10月9日应邀播放于澳大利亚电台，后来于2013年10月28日在德国，瑞士及奥地利发行。2014年3月，由艾维奇亲自制作的混音版本收录于其混音专辑《True (Avicii by Avicii)》，此次萨利姆·法基尔参与了伴唱。

## 作曲
《嘿！兄弟》采用G小调，平均速度为125BPM。

## 歌词视频
2013年11月1日，《嘿！兄弟》的歌词视频在YouTube上的艾维奇官方VEVO账户发布。视频记录了普通人在日常生活中的资料片镜头。有人在打篮球，安德丽·菲姆布莱斯对着屏幕吃巧克力和橄榄甜品、有人在吃爆米花、有人在打雪仗等等。所有的动作都是慢镜头，并配有歌词的动画文字。

## 音乐视频
《嘿！兄弟》官方音乐视频由杰西·斯特恩鲍姆（Jesse Sternbaum）执导，于2013年12月9日发布。视频描绘了两个在战时美国长大的兄弟，并穿插着越南战争的图片及视频片段。在视频最后，弟弟发现照片中的哥哥变成了父亲。扎克·沃斯（Zach Voss）扮演哥哥，杰克·埃斯特斯（Jack Estes）扮演弟弟。在视频结尾中，艾维奇在草地行走，萤火虫在四处飞舞。
2014年4月9日，艾维奇的VEVO主页也发布了《嘿！兄弟》的音乐视频。视频由尼克·冯（Nick Fung）和内特·奥尔森（Nate Olson）执导，以卡通宿醉系列线上动画《无惧勇士》中的片段为背景。该视频作为艾维奇第四频道的一部分发布，频道包含了几首来自《True (Avicii by Avicii)》的歌曲，这些歌曲由YouTube的多位电影制作人和动画师制作成音乐视频，其中包括乔·佩纳、Keshen8、YoMama和卡通宿醉。

## 曲目列表
| CD单曲   | CD单曲                     | CD单曲 |
| 曲序     | 曲目                       | 时长   |
| -------- | -------------------------- | ------ |
| 1.       | Hey Brother (radio edit)   | 4:14   |
| 2.       | Hey Brother (instrumental) | 4:14   |
| 总时长： | 总时长：                   | 8:28   |

| 数字下载 — 混音版 | 数字下载 — 混音版              | 数字下载 — 混音版 |
| 曲序              | 曲目                           | 时长              |
| ----------------- | ------------------------------ | ----------------- |
| 1.                | Hey Brother (Syn Cole remix)   | 5:00              |
| 2.                | Hey Brother (extended version) | 5:30              |
| 总时长：          | 总时长：                       | 10:30             |

| 《True (Avicii by Avicii)》 | 《True (Avicii by Avicii)》    | 《True (Avicii by Avicii)》 |
| 曲序                        | 曲目                           | 时长                        |
| --------------------------- | ------------------------------ | --------------------------- |
| 1.                          | Hey Brother (Avicii by Avicii) | 6:09                        |

## 商业表现
在英国，经过数周的攀升，《嘿！兄弟》于2013年12月15日登顶英国单曲排行榜，直到一周后（2013年12月21日）才被莉莉·艾伦版的《Somewhere Only We Know》超越。歌曲最终在四十强榜上呆了22周，其中有10周进入了前十名。此外，《嘿！兄弟》也在英国舞曲排行榜上成功登顶。包括此前发布的《I Could Be the One》、《Wake Me Up》和《You Make Me》在内，艾维奇仅在2013年就四次登顶英国舞曲排行榜。歌曲共在舞曲榜上登顶了6周，最后被清洁盗贼主唱，杰斯·格莱茵伴唱的《只要你》超过。
在美国，《嘿！兄弟》在2013年12月登上《公告牌》百强单曲榜第77名。歌曲排名继续攀升，于2014年3月排到第16位，当周总销量达到100万。清晰频道的工作人员注意到了歌曲在流行及成人流行电台的成功，他们要求岛屿好果酱音乐集团制作一首混音，以突出歌曲所用的乐器。混音版于2014年3月登上《公告牌》乡村电台榜第59名，《嘿！兄弟》也是艾维奇在2018年去世前打入四十强的最后一首歌曲。

## 榜单
| 榜单（2013年-2014年）                        | 最高排名 |
| -------------------------------------------- | -------- |
| 澳大利亚（澳大利亚唱片业协会單曲榜）         | 2        |
| 奥地利（Ö3四十强单曲榜）                     | 1        |
| 比利时佛兰德（Ultratop五十强单曲榜）         | 3        |
| 比利时佛兰德（Ultratop舞曲榜）               | 3        |
| 比利时瓦隆（Ultratop五十强单曲榜）           | 1        |
| 比利时瓦隆（Ultratop舞曲榜）                 | 1        |
| 巴西（巴西百强单曲榜）                       | 1        |
| 巴西（《公告牌》巴西热门流行榜）             | 1        |
| 加拿大（Canadian Hot 100）                   | 10       |
| 独联体（Tophit独联体电台榜）                 | 19       |
| 捷克（電台百強單曲榜）                       | 1        |
| 捷克（百強數位單曲榜）                       | 14       |
| 丹麥（Hitlisten单曲榜）                      | 2        |
| 芬兰（芬蘭官方單曲榜）                       | 1        |
| 法国（法國唱片出版業公會單曲榜）             | 1        |
| 1                                            |          |
| 匈牙利（四十强电台榜）                       | 1        |
| 匈牙利（四十強單曲榜）                       | 1        |
| 匈牙利（四十強舞曲榜）                       | 1        |
| 愛爾蘭（愛爾蘭唱片音樂協會单曲榜）           | 2        |
| 意大利（意大利音乐产业联盟）                 | 3        |
| 意大利（舞曲夜店五十强榜）                   | 1        |
| 日本（Japan Hot 100）                        | 83       |
| 荷兰（荷蘭四十強單曲榜）                     | 1        |
| 荷兰（百强单曲榜）                           | 2        |
| 荷兰（三十强舞曲榜）                         | 1        |
| 新西兰（新西兰唱片音乐协会单曲榜）           | 4        |
| 挪威（世道單曲榜）                           | 1        |
| 波蘭（波蘭百大電台榜）                       | 1        |
| 波蘭（波蘭五十強舞曲榜）                     | 6        |
| 罗马尼亚（百强电台榜）                       | 4        |
| 蘇格蘭（官方榜单公司單曲榜）                 | 1        |
| 斯洛伐克（電台百強單曲榜）                   | 1        |
| 斯洛伐克（百強數位單曲榜）                   | 24       |
| 斯洛文尼亚（SloTop50）                       | 1        |
| 南非（非洲娛樂監測单曲榜）                   | 2        |
| 西班牙（西班牙音樂製作協會）                 | 1        |
| 瑞典（瑞典最熱榜）                           | 1        |
| 瑞士（瑞士热门音乐榜）                       | 1        |
| 乌克兰（FDR二十强舞曲榜）                    | 1        |
| 英國（官方榜单公司單曲榜）                   | 2        |
| 英國（官方榜单公司舞曲榜）                   | 1        |
| 美国（《告示牌》百大單曲榜）                 | 16       |
| 美國（《告示牌》Adult Pop Airplay）          | 19       |
| 美國（《告示牌》Country Airplay）            | 59       |
| 美國（《告示牌》Dance Club Songs）           | 1        |
| 美國（《告示牌》Hot Dance/Electronic Songs） | 1        |
| 美國（《告示牌》Pop Airplay）                | 10       |
| 美國（《告示牌》Rock Airplay）               | 27       |

| 榜单（2018年）                   | 最高排名 |
| -------------------------------- | -------- |
| 葡萄牙（葡萄牙唱片業協會单曲榜） | 63       |

| 榜单（2013年）                       | 排名 |
| ------------------------------------ | ---- |
| 澳大利亚（澳大利亚唱片业协会单曲榜） | 28   |
| 澳大利亚（澳大利亚唱片业协会舞曲榜） | 4    |
| 奥地利（Ö3四十强单曲榜）             | 24   |
| 比利时佛兰德（Ultratop五十强单曲榜） | 86   |
| 比利时佛兰德（Ultratop舞曲榜）       | 67   |
| 比利时瓦隆（Ultratop舞曲榜）         | 73   |
| 法国（法国唱片出版业公会单曲榜）     | 66   |
| 德国（媒体控制）                     | 18   |
| 匈牙利（四十强舞曲榜）               | 51   |
| 匈牙利（四十强电台榜）               | 49   |
| 爱尔兰（爱尔兰唱片音乐协会）         | 15   |
| 荷兰（荷兰四十强单曲榜）             | 35   |
| 荷兰（百强单曲榜）                   | 25   |
| 荷兰（五十强舞曲榜）                 | 6    |
| 斯洛文尼亚（SloTop50）               | 47   |
| 瑞典（瑞典最热榜）                   | 8    |
| 瑞士（瑞士热门音乐榜）               | 37   |
| 英国（官方榜单公司单曲榜）           | 82   |
| 美国（《公告牌》舞曲/电音歌曲榜）    | 50   |
| 榜单（2014年）                       | 排名 |
| 澳大利亚（澳大利亚唱片业协会单曲榜） | 79   |
| 澳大利亚（澳大利亚唱片业协会舞曲榜） | 14   |
| 奥地利（Ö3四十强单曲榜）             | 49   |
| 比利时佛兰德（Ultratop五十强单曲榜） | 23   |
| 比利时佛兰德（Ultratop舞曲榜）       | 39   |
| 比利时瓦隆（Ultratop五十强单曲榜）   | 17   |
| 比利时瓦隆（Ultratop舞曲榜）         | 20   |
| 加拿大（加拿大百强单曲榜）           | 25   |
| 丹麦（Tracklisten）                  | 50   |
| 法国（法国唱片出版业公会单曲榜）     | 40   |
| 德国（官方德国榜单）                 | 60   |
| 匈牙利（四十强舞曲榜）               | 8    |
| 匈牙利（四十强电台榜）               | 28   |
| 匈牙利（四十强单曲榜）               | 14   |
| 意大利（意大利音乐产业联盟）         | 16   |
| 荷兰（荷兰四十强单曲榜）             | 32   |
| 荷兰（百强单曲榜）                   | 48   |
| 荷兰（五十强舞曲榜）                 | 8    |
| 新西兰（新西兰唱片音乐协会）         | 24   |
| 波兰（波兰唱片业协会）               | 38   |
| 罗马尼亚（百强电台榜）               | 7    |
| 俄罗斯（Tophit电台榜）               | 171  |
| 斯洛文尼亚（SloTop50）               | 13   |
| 瑞典（瑞典最热榜）                   | 25   |
| 瑞士（瑞士热门音乐榜）               | 15   |
| 乌克兰（Tophit电台榜）               | 95   |
| 英国（官方榜单公司单曲榜）           | 24   |
| 美国（《公告牌》百强单曲榜）         | 60   |
| 美国（《公告牌》舞曲夜店歌曲榜）     | 48   |
| 美国（《公告牌》舞曲/电音歌曲榜）    | 7    |
| 榜单（2018年）                       | 排名 |
| 美国（《公告牌》舞曲/电音歌曲榜）    | 94   |
| 榜单（2019年）                       | 排名 |
| 葡萄牙（葡萄牙唱片业协会）           | 1432 |

| 榜单（2010年-2019年）             | 排名 |
| --------------------------------- | ---- |
| 美国（《公告牌》舞曲/电音歌曲榜） | 36   |

## 认证
| 地區                                  | 认证    | 认证单位/销量 |
| ------------------------------------- | ------- | ------------- |
| 澳大利亚（澳大利亚唱片业协会）        | 5× 白金 | 350,000^      |
| 奥地利（國際唱片業協會奧地利分會）    | 白金    | 30,000*       |
| 比利时（比利時唱片音樂協會）          | 金      | 15,000*       |
| 加拿大（加拿大音乐协会）              | 金      | 40,000*       |
| 丹麦（國際唱片業協會丹麥分會）        | 3× 白金 | 270,000‡      |
| 德国（聯邦音樂產業協會）              | 2× 白金 | 600,000‡      |
| 意大利（意大利音乐产业联盟）          | 3× 白金 | 90,000‡       |
| 新西兰（新西兰唱片音乐协会）          | 白金    | 15,000*       |
| 挪威（國際唱片業協會挪威分会）        | 5× 白金 | 50,000*       |
| 西班牙（西班牙音樂製作協會）          | 金      | 20,000*       |
| 瑞典（瑞典唱片業協會）                | 7× 白金 | 280,000‡      |
| 瑞士（國際唱片業協會瑞士分会）        | 白金    | 30,000^       |
| 英国（英国唱片业协会）                | 2× 白金 | 711,296       |
| 美国（美國唱片業協會）                | —       | 1,354,000     |
| 流媒体                                |         |               |
| 丹麦（國際唱片業協會丹麥分會）        | 3× 白金 | 5,400,000^    |
| 西班牙（西班牙音樂製作協會）          | 白金    | 8,000,000*    |
| *僅含認證的實際銷量 ^僅含認證的出貨量 |         |               |

## 发行历史
| 国家     | 日期           | 格式            | 唱片公司          |
| -------- | -------------- | --------------- | ----------------- |
| 澳大利亚 | 2013年10月9日  | 當代流行電台    | 小島唱片          |
| 奥地利   | 2013年10月28日 | CD单曲          | PRMD 环球音乐集团 |
| 德国     | 2013年10月28日 | CD单曲          | PRMD 环球音乐集团 |
| 瑞士     | 2013年10月28日 | CD单曲          | PRMD 环球音乐集团 |
| 美国     | 2013年11月18日 | Triple A电台    | 小岛唱片          |
| 美国     | 2013年11月19日 | 当代流行电台    | 小岛唱片          |
| 意大利   | 2013年11月29日 | 当代流行电台    | 环球音乐集团      |
| 美国     | 2013年12月10日 | Alternative电台 | 小岛唱片          |